# دیر حنا
دیر حنا (به لاتین: Deir Hanna) یک منطقهٔ مسکونی در اسرائیل است که در شمال واقع شده‌است.